# NGC 5099
NGC 5099 is een elliptisch sterrenstelsel in het sterrenbeeld Maagd. Het hemelobject werd op 3 juni 1886 ontdekt door de Amerikaanse astronoom Lewis A. Swift.

## Synoniemen
- NPM1G -12.0449
- PGC 46627